# Langrayen des Bismarck
Artamus insignis
Espèce
Statut de conservation UICN

 LC  : Préoccupation mineure
Le Langrayen des Bismarck (Artamus insignis) est une espèce de petits passereaux de la famille des Artamidae.

## Répartition
Il est endémique en Nouvelle-Bretagne et Nouvelle-Irlande dans l'archipel Bismarck en Papouasie-Nouvelle-Guinée.

## Habitat
Il habite les forêts humides tropicales et subtropicales en plaine.